# Acsádi Rozália
Acsádi Rozália (Paks, 1957. április 28. –) magyar író, költő, szerkesztő, pedagógus.

## Élete
Pakson született 1957-ben. 1975-ben a paksi Vak Bottyán Gimnázium nyelvi tagozatán tett érettségi vizsgát, majd a Kaposvári Tanítóképző Főiskolán 1978-ban diplomázott. 2017-ig a paksi II. Rákóczi Ferenc Általános Iskolában tanított.
Öt évig a Paksi Hírnök olvasószerkesztője volt, a Tolna megyei Kézjegy antológiát nyolc évig szerkesztette. Társszerkesztője volt a Szelek ladikján című költészeti antológiának.
2007-ben felkérésre megírta a Gajdos Zenekar: Missae Pastorale című CD-je szöveges anyagát, amely versciklus a zenei anyag mellékleteként Pásztormise címen olvasható és hallgatható.
Évtizedeken át a Balaton Akadémia, a Kézjegy Egyesület, a Lázár Ervin Baráti Kör tagja volt, jelenleg nem tartozik egyetlen irodalmi csoporthoz sem. Független alkotóként dolgozik.
Kisplasztikáival, kávéképeivel hét önálló és négy közös kiállításon vett részt.
Pakson él. Egy fiúgyermeke van.

### Irodalmi munkássága
Első verseit a Somogy folyóirat közölte, 1976-ban. 1989–1993 között megyei heti- és napilapokban jelentek meg írásai (Paksi Hírnök, A Közvélemény, Tolna Megyei Népújság, Paksi Tükör, Atomerőmű, Déli Szél, Független Délvidék).
1999-től szórványosan publikál irodalmi és online folyóiratokban (Somogy, Dunatáj, POLISz, Sétatér, Ezredvég, Új Dunatáj, Hetedhéthatár, A Céh, Búvópatak, Hévíz, Liget, Napút, Gömörország, Mentsvár, Föveny, Csendes sakál, Canadahun, NapSziget, Holdkatlan, Héttorony, Montázs Magazin, Litera-Túra, Impetum, Lelátó a Parnasszusról, Dokk, KUPÉ, Art'húr Irodalmi Kávéház, Szőrös kő).
43 antológiának volt társszerzője. 22 könyve jelent meg.

## Művei
- Fűszálakat sodor a szél (pár-kötet László-Kovács Gyulával) Babits Kiadó, Szekszárd, 1994
- Szemem sarkában elárvulnak a nádasok (paralel-kötet) Babits Kiadó, Szekszárd, 1998
- Rekviem Mutz Erzsébetért (versek) Babits Kiadó, Szekszárd, 2000
- Pacsirtatánc (gyermekversek) Sétatér Kiadó, 2002
- Virág voltam, madár lettem (balladák) Kerényi Kiadó, 2003
- Gézjegy (paródiakötet) GardenPress, 2003
- Tükröződések (versek, kisplasztikák) Kerényi Kiadó, 2004
- Körforgás (versek) Kerényi Kiadó, 2005
- Lassú szökésben (versek) Kerényi Kiadó, 2006
- Gaudi-csipke (200 haiku) Kerényi Kiadó, 2008
- Szavak mögött (kalligramok) Kerényi Kiadó, 2009
- Elérhetetlen nap (versek) Kerényi Kiadó, 2010 ISBN 978-963-8242-52-5
- Rezervátum (válogatott versek) AB-ART, 2011
- Láncok, láncszemek (regény) Babits Kiadó, 2013
- Láng és pipacs (interjúk, beszélgetések, tudósítások) magánkiadás, 2018
- Mécsesek (megemlékezések, könyvismertetések, ajánlók) magánkiadás, 2019
- Rózsafüzér (esszék, tárcák, online publikációk) magánkiadás, 2019 ISBN 978-615-006377-5
- Mélyút (esszék, lírai etűdök, tárcák, online publikációk) magánkiadás, 2020 ISBN 978-615-00-7544-0
- Metszetek (esszék, lírai etűdök, online publikációk) magánkiadás, 2020
- Reveláció (versek, versrészletek Vajnai János rajzaihoz) MVM Paksi Atomerőmű, 2020
- Kvintesszencia (aforizmák, kávéakvarellek) Páskum Nyomda, 2022
- Cseresznyés, elengedlek (kisprózák, versek) Atomix Nyomda, 2023

### Antológiák, amelyeknek társszerzője
- Vaspróba (Kaposvár, 1977,[2] 1978)
- UTÓ-IRAT (Kaposvár, 1989)
- Millecentenárium (Paks, 1996)
- A város mosolya (Paks, 1998)
- Balladák (Nagykőrös, 2000)
- Örökség (Kaposvár, 2001)
- Laus Pannoniae (Balatonőszöd, 2002)
- Morfondírozások kora (Budapest, 2004)
- Így írtunk mi (Paks, 2005)
- Örökség (Kaposvár, 2007)
- Tolnai kalendárium (Szekszárd, 2008)
- Kézjegy 1–25 (Szekszárd, 1995–2018)
- Rondó a vadonban (Budapest, 2013)
- Világárnyék (Budapest, 2014)
- Életutak (Kecskemét, 2015)
- Szelek ladikján (Paks, 2015)
- Pengeélen (Budapest, 2015)
- Tolnai kalendárium (Szekszárd, 2016)
- Keresztinterjúk (Szekszárd, 2019)

## Elismerései
- Csányi-díj (2000)
- Az országos Arany János balladaíró versenyen arany minősítés (2000)
- A Tolna megyei művészetért plakett (2004)
- Vak Bottyán Gimnáziumért Emlékérem (2005)
- Irodalmi munkássága 2006-tól érettségi tétel a paksi Energetikai Szakképzési Intézetben (2017-től Energetikai Szakgimnázium és Kollégium)
- A Duna és én című vers- és novellapályázaton 1. helyezés (2009)
- A Pákolitz Alapítvány szerzői díja (2010)
- Gyermekeinkért díj (2012)
- A Paksi Vak Bottyán Gimnázium „Örökös tagság” kitüntető címe (2025)